# 范必勤
范必勤（1931年11月—），男，汉族，福建长汀人，中华人民共和国动物胚胎工程学家、教育家，江苏省农业科学院研究员。